# Bowle

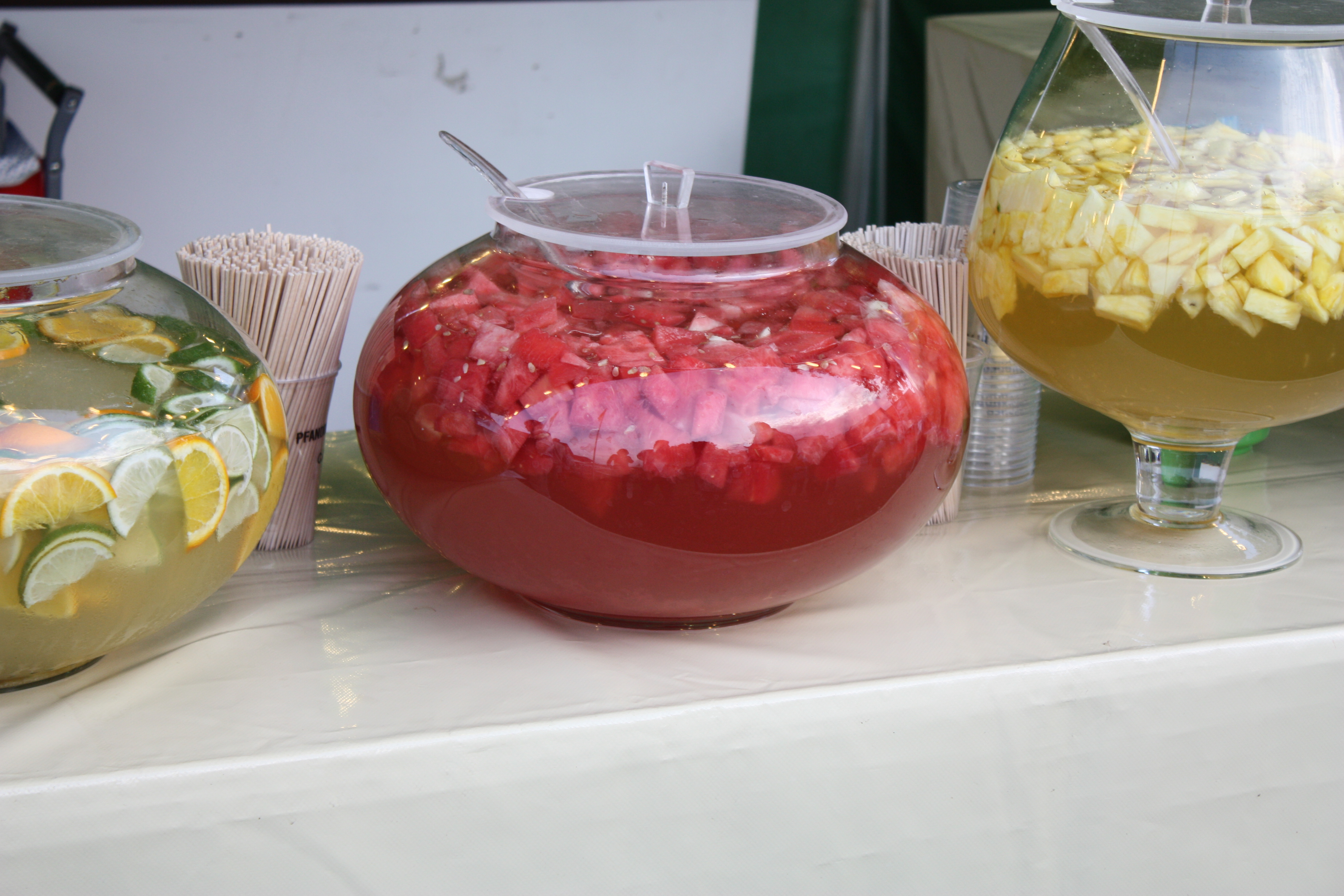
Fruchtbowlen

Mit Bowle bezeichnet man ein kaltes, aromatisches Mischgetränk, dessen Grundlage meist Weißwein bildet. Ein Beispiel ist die Maibowle mit dem typischen Aroma des Waldmeisters. Oft werden dem Getränk aromatische Früchte beigemengt, welche nach entsprechender Einwirkzeit einen Großteil des Alkohols enthalten können. Es wird gewöhnlich aus einem Gefäß mit breiter Öffnung mit einer Schöpfkelle in Trinkbecher ausgeschenkt. Das Gefäß wird ebenfalls als Bowle bezeichnet.

## Geschichte

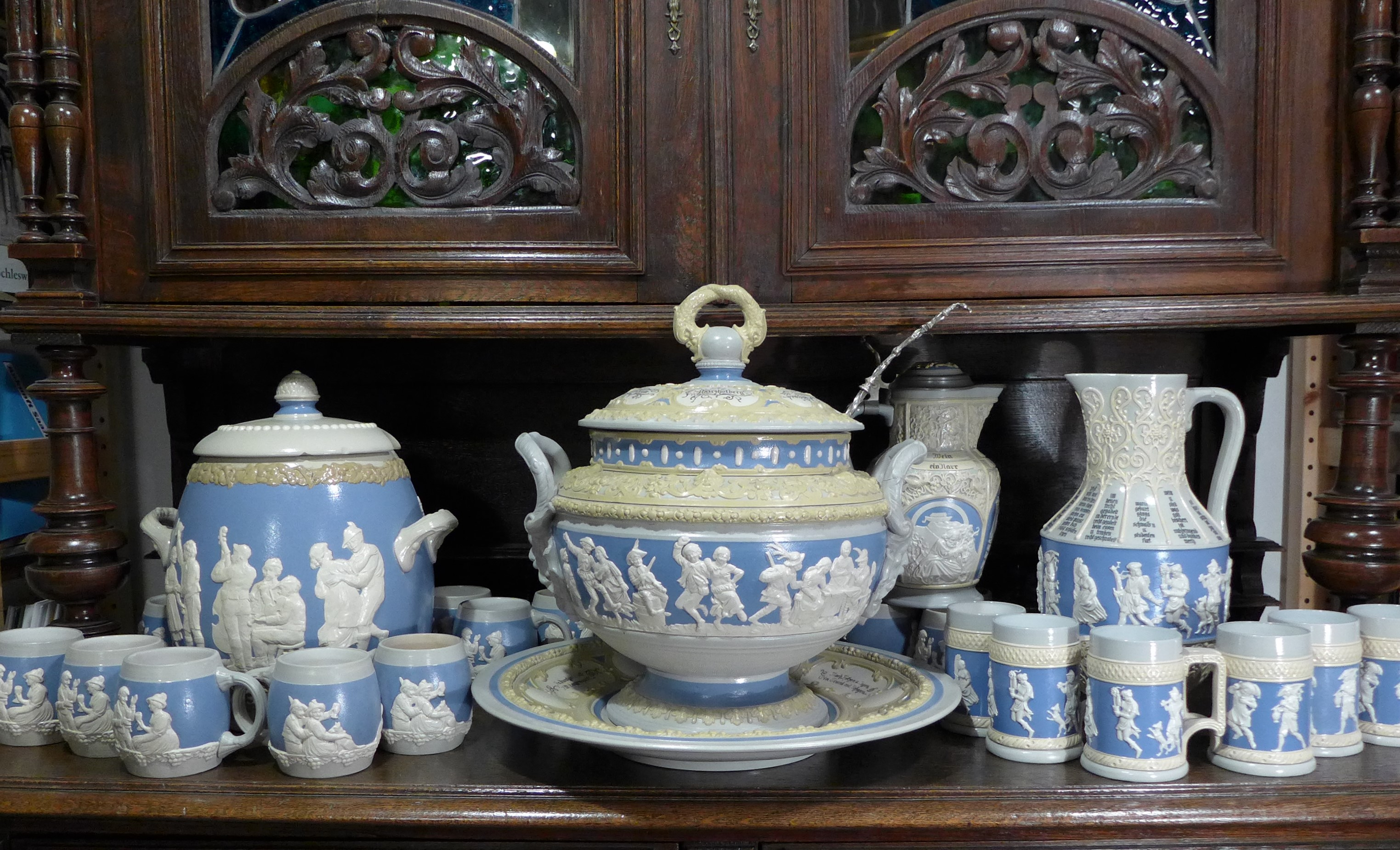
Historisches Bowle-Service der Neorenaissance und des Jugendstils der Firma Villeroy & Boch (Mettlach) auf einer Anrichte des Historismus

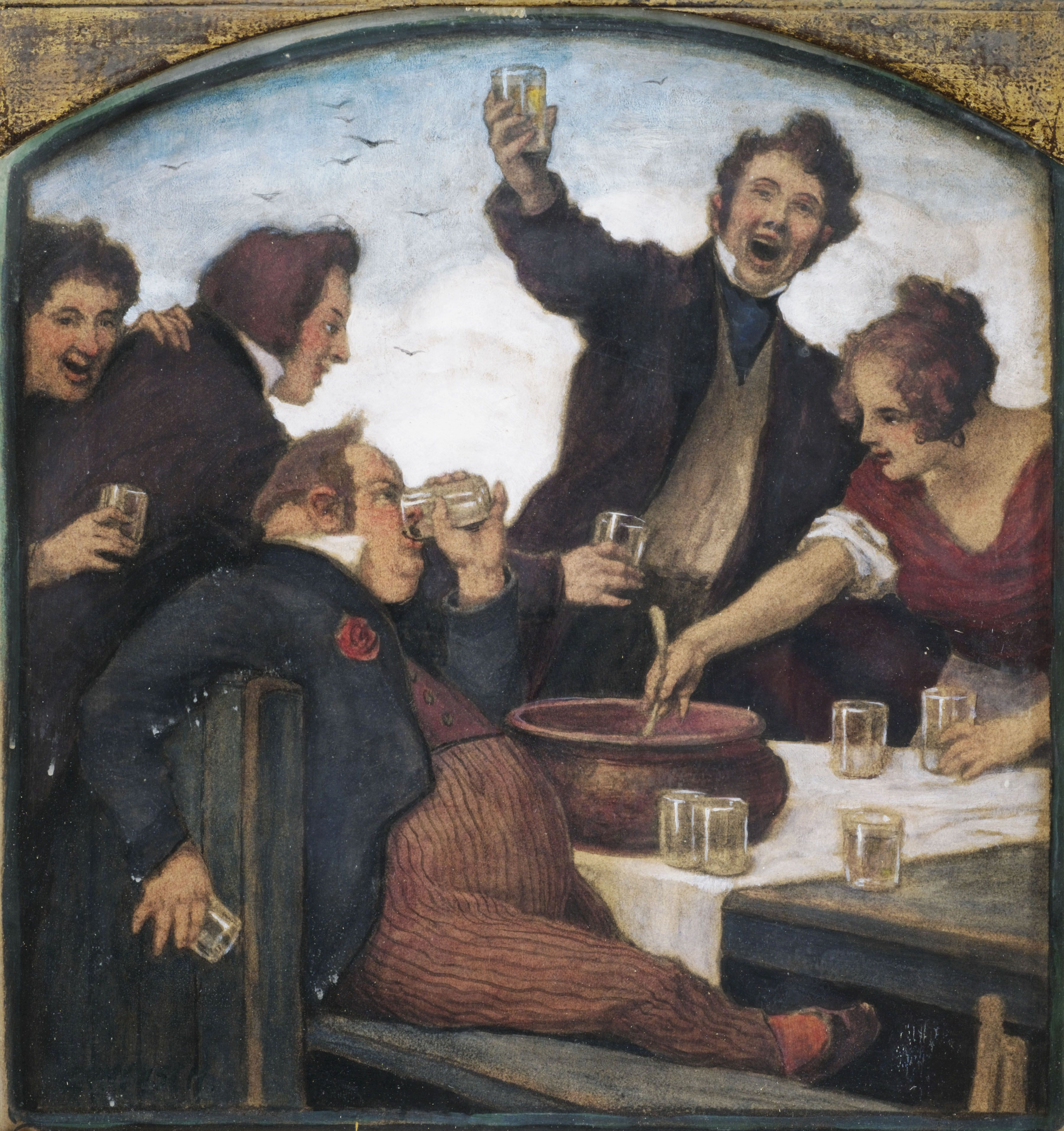
Ludwig von Zumbusch (1861–1927): Fröhliche Gesellschaft mit Bowle im Stil des Biedermeier

Die Bezeichnung wurde im 18. Jahrhundert dem englischen „bowl“ = Napf entlehnt, das wiederum auf den altenglischen Ausdruck „bolla“ = Schale zurückgeht. Heute stellt „Schüssel“ die gängigste Übersetzung für den Begriff dar. Im 19. Jahrhundert wurde eine der heute beliebtesten Bowlen, die auf Waldmeister basierende Maibowle, entwickelt. Die erste Bowle wurde wahrscheinlich viel früher serviert, das legt zumindest ein Buchfund aus der Klosterbibliothek zu Fulda nahe. In einer Schrift von 1417 wird ein Getränk erwähnt, das aus Wein, Rosenblüten, Fichtennadeln und Honig besteht und in einem Bowle-ähnlichen Gefäß serviert wurde. Die Bowle erfreute sich vor allem während der 1950er bis 1970er Jahre großer Beliebtheit als Partygetränk.

## Bowle-Varianten
Es gibt zahlreiche verschiedene Rezepte und Varianten der Bowle. Der Weißwein wird mit Saft, Limonaden oder mit Sekt aufgegossen. Andere Spirituosen wie Rum können zur Verfeinerung der Bowle hinzugegeben werden. Anstatt des Weißweins wird manchmal auch Rotwein verwendet. Daneben gibt es Bowle-Varianten ohne Alkohol, die sich auch für Kinder eignen. Für den Geschmack sorgen Früchte und Kräuter, bei manchen Rezepten auch Eiscreme.
Eine Bowle wird in der Regel kalt serviert, manchmal auch durch Zugabe von Eiswürfeln. Daher ist die bekannte Feuerzangenbowle streng genommen gar keine Bowle. Andere heiße Mixgetränke aus Alkohol, Früchten oder Gewürzen, die in einem bowleähnlichen Gefäß serviert werden, nennt man Punsch. Im außerdeutschen Kulturkreis wird meist nicht zwischen Punsch und Bowle unterschieden.
Während für die Früchte in der Bowle in den meisten Regionen Deutschlands kein eigener Namen existiert, ist im Rheinland der Begriff „Möppchen“ (gesprochen: Möppschen) eine weit verbreitete Bezeichnung. Die Möppchen werden meist einen Tag vorher in den Alkohol eingelegt und saugen daher viel Alkohol auf, so dass der reine Verzehr der Möppchen vom Alkoholgehalt dem Trinken der Bowle gleichkommt.

## Kühlen und Servieren

Bowle-Ei

Damit die Bowle an heißen Sommertagen kalt bleibt, kann man ein spezielles Bowlengefäß verwenden, das die Bowle von außen mit Eis kühlt. Dieses Spezialgefäß wurde für die „Kalte Ente“, eine Bowle aus Wein, Sekt und Zitronen, entwickelt. Häufig werden Eiswürfel aus geschmacklich passendem, gefrorenen Fruchtsaft oder einem vorher eingefrorenen Teil der Bowle zum Kühlen verwendet. Das so genannte Bowlen-Ei, ein mit Eis zu füllendes Behältnis, das die angesetzte Bowle auf kühler Trinktemperatur hält, ohne diese zu verwässern, ist eine Möglichkeit.
Serviert wird die Bowle meist in typischen, ebenfalls dickbauchigen Gläsern oder Keramikbechern, die zu einem Set mit dem Bowlegefäß gehören. Kleine Bowlespieße dienen dazu, die Fruchtstücke aus der Flüssigkeit zu holen. Bowlespieße aus Metall können die Form kleiner Gabeln haben. Es gibt auch einzinkige Spieße aus Kunststoff.

## Historische Literatur
- Alfred Richard Meyer: Des Hern Munkepunke Cocktail- und Bowlenbuch. Nach der Ausgabe von 1929. Mit einem Nachwort von Herbert Günther und 62 Abbildungen von Erika Plehn. Harenberg, Dortmund (= Die bibliophilen Taschenbücher. Band 72).